# چارلز راکت
چارلز راکت (به انگلیسی: Charles Rocket) (زاده ۲۴ اوت ۱۹۴۹-درگذشته ۷ اکتبر ۲۰۰۵) بازیگر آمریکایی بود.
از فیلم‌های معروف او می‌توان به فیلم احمق و احمق‌تر، شعبده‌بازی و روز پدر اشاره کرد.